# تدلي الصمام التاجي
انسدال الصمام التاجي أو تدلي الصمام التاجي (بالإنجليزية: Mitral valve prolapse-MVP)‏ ويعرف أيضاً بمتلازمة القلقة أو التكة (click murmur syndrome) أو متلازمة بارلو (Barlow's syndrome) و ينتج هذا المرض عن ظهور ليونة وارتخاء في إحدى وريقات الصمام التاجي الأمامية أو الخلفية أو كلتيهما، مع تطاول وتمدد في الأربطة المعلقة والداعمة لهذا الصمام مما يؤدي إلى حدوث اندفاع في هذه الوريقات خلال انقباض البطين الأيسر داخل الأذين اليسر مع حدوث ارتجاع للدم داخل الأذين بكميات مختلفة. وهو يعتبر أكثر الأمراض الصمامية حدوثاً، حيث تبلغ نسبة الإصابة به بين 5-8% ويصيب النساء أكثر من الرجال.

## نظرة طبية
الصمام التاجي وهو الصمام الذي يفصل بين الاذينة اليسرى للقلب وبين البطين الأيسر. مهمته منع عوده الدم إلى الأذينة عند انقباض القلب ويجبر الدم على الخروج من البطين الأيسر إلى الشريان الأبهر ومنه إلى بقية أنحاء الجسم ثم يغلق الصمام كي لا يعود الدم إلى الوراء.
يتكون هذا الصمام من من وريقتين مثبتتين (جزئين متحركين) على جدران البطين بأوتار تدعى الحبال الوترية.

## انسدال الصمام
هي حالة تنجم عن عيب خلقي إما في وريقات الصمام أو استرخاء في الحبال الوترية التي تثبته في جسم البطين (العضلات الحليمية) مما يؤدي إلى عدم انغلاق الصمام انغلاقاً كاملاً أثناء الانقباض، وبالتالي عودة الدم أثناء انقباض القلب من البطين إلى الأذينة (عكس المسار الطبيعي) وبالتالي السماح بمرور الدم بالاتجاه المعاكس (نحو الأذينة).
نسبة الانسدال التاجي بين البشر تتراوح بين 5% إلى 8% وتصاب الإناث أكثر من الذكور بهذا العيب الخلقي للصمام بنسبة 1:2 .

## أعراض المرض
عند معظم الناس يكون العيب لا عرضي ويكشف صدفةً، أما في المجموعة العرضية للمرضى فتتنوع الأعراض ولكن أكثرها يكون:
- صعوبة بالتنفس (ضيق بالنفس).
- خفقان: وهو أكثر الأعراض حدوثا ويعتبر الشكوى الرئيسية لأكثر المرضى، وسببه إما تسارع ضربات القلب أو وجود ضربات غير طبيعية.
- ألم صدري متنقل.
- تعب المزمن.
- الارتكاس السريع للتنبيه المفاجئ: يشعر المريض بالرعب والثقل بالصدر وتسرع التنفس ويعرف بالعامة بأنه ينقز بسرعة.
- خوارج انقباض قلبية : ضربات قلبية غير طبيعية، ويغلب على المريض الخوف أو القلق.
- الآلام في الصدر والشعور بوخزات.
- زلة تنفسية.
- دوخة وخدر في أحد الأطراف.
- نوبات من الفزع والاضطراب النفسي.

الأعراض مزعجة ولكنها غير خطيرة على الحياة .

## وسائل التشخيص
يُشخّص المرض بعد إجراء الفحص السريري الدقيق، ويستخدم التصوير بالأمواج فوق الصوتية للقلب لمزيد من التأكد ومعرفة درجة الإصابة، وفي بعض الحالات يستلزم إجراء تخطيط للقلب لمدة 24 ساعة للبحث عن أسباب الخفقان.
- الإصغاء بالسماعة حيث يتم سماع تكة انقباضية أو نفخة قلبية بالحالات المتطورة.
- الايكو والدوبلر.

## المتابعة
يجب متابعة المرضى الذين لديهم انسدال الصمام التاجي بشكل دوري لدى طبيب اختصاصي بأمراض القلبية للمراقبة.

## نصائح عامة
- عدم النوم على الجانب الأيسر للجسم.
- الرياضة الخفيفة إلى المتوسطة.
- تجنب الجهد الشديد خاصةً المفاجئ منه.
- متابعة دورية للحالة لدى الطبيب.
- أخذ المضادات الحيوية قبل أي معالجة فموية لدى طبيب الأسنان (للوقاية من التهاب شغاف القلب الجرثومي).
- المعالجة الدوائية للحالات العرضية والمتطورة.
- الإكثار من السوائل.
- الابتعاد عن الضغوط النفسية.
- الإقلال من شرب المنبهات (القهوة-الشاي).

## العلاج
لا تحتاج أغلب الحالات إلى علاج، إما لكون الحالة من دون أعراض أو لأن الإصابة خفيفة جدا وتكفي مراقبتها، ولكن يمكن إعطاء المريض بعض الأدوية مثل مضادات بيتا أو الأسبرين بجرعات صغيرة للوقاية من التخثرات في حالة وجود خفقان أو الآم صدرية مزعجة ومتكررة، كما يمكن إعطاء المريض المضادات الحيوية للوقاية من حدوث التهاب في الطبقة الداخلية للقلب (الشغاف القلبي) وذلك عند ظهور أي التهاب في المجاري التنفسية العلوية أو قبل إجراء الجراحات أو عند معالجة الأسنان. ويجب على هؤلاء المرضى التوقف عن تناول المنبهات بكثرة كالقهوة والشاي والإقلاع عن التدخين وتجنب الرياضة العنيفة وممارسة الرياضة البسيطة كالمشي والسباحة، وعليهم اتباع نصائح الطبيب بشكل دقيق.
للحالات العرضية عبر إعطاء أدوية حاصرة للمستقبلات بيتا (Beta Blockers) مثل الكورغارد (corgard-Nadolol) أو التينورمين (tenormin-Atenolol) أو الانديرال (inderal-propranolol) .

## تطور الحالة
قد يتطور المرض إلى قصور بالصمام وقد يحتاج المريض إلى عمل جراحي باستبدال الصمام وقد يؤدي للموت المفاجئ.

## وصلات خارجية
- شرح حول فحص الوظيفة الكهربائية للقلب عن صفحة جمعية القلب الأمريكية. (بالإنجليزية)
- الانسدال التاجي (من البوابة الطبية).
- أمراض القلب عن البوابة الطبية.